# Herbert Hagn
Herbert Hagn (* 9. Juni 1927 in München; † 15. Dezember 2003 ebenda) war ein deutscher Paläontologe und Geologe, der vor allem über Alpengeologie und Mikropaläontologie publizierte.

## Leben
Hagn, der Sohn von Anny Hagn, geborene Angerer, und des Feinmechanikermeisters und späteren Politikers Hans Hagn, studierte nach Wehrdienst im Zweiten Weltkrieg ab 1944 und englischer Kriegsgefangenschaft, Geologie und Paläontologie an der Universität München mit dem Diplom für Geologie 1950 und der Promotion summa cum laude 1952 zum Dr. rer. nat. Die Habilitation erfolgte 1955 über das Tertiär des Monte Brione am Gardasee, woraufhin er in München Privatdozent war und ab 1962 außerplanmäßiger Professor für Geologie und Paläontologie.
Er befasste sich zunächst mit Mikropaläontologie (Foraminiferen) und regional mit Molasse aus dem Tertiär (wobei er mit Otto Hölzl zusammenarbeitete), Flysch, Kalkalpen, Helvetikum am Nordrand der Alpen und im Alpenvorland. Er schrieb ein Buch über Dünnschliffe, Fazies und Mikrofauna von Gesteinen der bayerischen Alpen (1955) und befasste sich später mit Untersuchung von Keramik für die Archäologie in Bayern mit zahlreichen Veröffentlichungen. Er veröffentlichte auch zur Geologiegeschichte.
Er war in der deutschen Stratigraphie-Subkommission Tertiär (u. a. Eozän-Oligozän Grenze 1986).
Hagn lebte westlich von München in Germering, war römisch-katholisch, ab 1957 mit Emmy Hagn, geborene Mayer, verheiratet und hatte drei Kinder (Hans, Barbara und Irmengard). 1998 erhielt er den Verdienstorden 1. Klasse der Bundesrepublik Deutschland und 1997 die Bayerische Denkmalschutzmedaille.

## Schriften
- Zur Paläogeographie und Mikropaläontologie des oberbayerischen Paleozänflysches. In: Zeitschrift der deutschen geologischen Gesellschaft. Band 101, 1950, S. 164–183.
- Über Umlagerungsvorgänge in der subalpinen Molasse Oberbayerns und ihre Bedeutung für die alpine Tektonik. In: Geologica Bavarica. 5, 1950, S. 1–45.
- mit Otto Hölzl: Geologisch-paläontologische Untersuchungen in der subalpinen Molasse des östlichen Oberbayerns zwischen Prien und Sur mit Berücksichtigung des im Süden anschließenden Helvetikums. In: Geologica Bavarica. 10, 1952, S. 1–208.
- Wege und Möglichkeiten mikropaläontologischer Untersuchungen im oberbayerischen Alpenvorland.  In: Paläontologische Zeitschrift. Band 27, 1953, S. 16–25.
- Einführung in das Studium der Foraminiferen, Teil 1–3, Mikrokosmos. Band 42 und 44, 1954.
- Geologisch-paläontologische Untersuchungen im Helvetikum und Flysch des Gebietes von Neubeuern am Inn (Oberbayern). In: Geologica Bavarica. 22, 1954, S. 1–136.
- Fazies und Mikrofauna der Gesteine der Bayerischen Alpen. International Sedimentary Petrographical Series. Band 1. E. J. Brill, Leiden 1955.
- Geologische und paläontologische Untersuchungen im Tertiär des Monte Brione und seiner Umgebung (Gardasee, Ober-Italien). In: Palaeontographica A. Band 107, 1956, S. 67–210.
- Die stratigraphischen, paläogeographischen und tektonischen Beziehungen zwischen Molasse und Helvetikum im östlichen Oberbayern. In: Geologica Bavarica. Band 44, 1960, S. 1–208.
- Klassische und neue Aufschlüsse mit Faunen und Floren der Oberkreide und des Tertiärs in den östlichen Bayerischen Alpen und angrenzenden Gebieten. In: Paläontologische Zeitschrift. Band 35, 1961, S. 146–170.
- Das Alttertiär der bayerischen Alpen und ihres Vorlandes. In: Mitteilungen der Bayerischen Staatssammlung für Paläontologie und historische Geologie. 7, 1967, S. 245–320.
- Die Entwicklung der Paläontologie und Geologie von den Anfängen bis ins 19. Jahrhundert. In: Mitteilungen der Bayerischen Staatssammlung für Paläontologie und historische Geologie. Band 35, 1995, S. 217–237.
- Zur Geologie des Unterinntals. Die Gebirgsformationen zwischen Innsbruck und Rosenheim. In: H. Heyn (Hrsg.): Der Inn. Vom Engadin ins Donautal. Von der Urzeit bis heute. Förg, Rosenheim 1989, S. 41–46.
- mit R. Darga und R. Schmid: Siegsdorf im Chiemgau. Erdgeschichte und Urwelt. Siegsdorf 1992.